# Santo Tabú
Santo Tabú es una banda argentina de rock argentino, originaria de la provincia de Mendoza, Argentina. Conformada originalmente por el guitarrista y vocalista Ivo Procheret, el bajista Leo Cortés y el baterista Pablo Peinado. La misma dio inicio a su carrera oficial el 5 de septiembre de 2008. Su estilo es una mezcla de hard rock, rock, pop, brit, funk y dark. 
En canciones como "Los Árboles" y "Ciudad de Ratas" (Santo Tabú, 2009) y "Sombras", "Sicario" y "Cielo y Suelo" (Cristal Ámbar, 2011), incluyen pasajes de fusión con géneros y ritmos que sugieren tango, folclore y flamenco, entre otros.

## Historia
La banda oficializó el inicio de su carrera en el mundo de la música a fines del año 2008, en un memorable show inicial que ocurrió en el extinto club de espectáculos "Abasto Chacras" en el que se dieron cita más de 400 personas. En aquella ocasión, el trío desplegó un escenario imponente con notoria calidad de puesta de luces y sonido.
A los asistentes de aquel show, se les otorgó como obsequio un EP que incluía tres canciones: "Espejo", "Celdas" y "Tu Cruz". El sencillo "Tu Cruz" tuvo una amplia aceptación en la audiencia local y durante algunos meses fue parte del mainstream nacional rotativo de las principales emisoras de la provincia.
El impacto de este trabajo fue tan positivo, que un mes más tarde, el grupo proporcionó un "show case" en una radio local, cuya audiencia fue notable para la provincia, compartiendo escenario con bandas como Chancho Va, Godwana y Massacre, entre otros.
A raíz de esto, el trío empezó a aparecer en diversos festivales de la provincia, incluyendo una memorable presentación en el Vendimia Rock, Fiesta Nacional de la Vendimia. Cerraron este periodo de promoción junto a Gran Martell, banda del (ex) Divididos Jorge Araujo, en un show celebrado en la biblioteca popular Mariano Moreno de la ciudad de San Rafael, Mendoza.

## Primer trabajo discográfico
Con la llegada del año 2009, logran concretar el primer material de estudio. Comienzan a grabar en abril de ese mismo año de la mano del productor y pianista Pablo Cafici, quien produjo a artistas como Abenader, Don Torres y trabajó en colaboraciones con bandas y solistas como Chancho Va, Dimi Bass y Felipe Staiti. El disco contó con el aporte del ingeniero de grabación Carlos Beguerie (Fader Records, Mendoza, Argentina & Blackstone Studios, United States of America). El arte de tapa y diseño de packaging estuvo a cargo del renombrado fotógrafo Martín Orozco, quien visualizo un concepto de imagen que deja entrever un guiño al famoso film "El club de la pelea" (1999).   
En agosto de ese año, con el álbum terminado pero aún no editado, se presentaron en el extinto Soul Café cuya capacidad fue agotada. Este show sería el puntapié inicial de una gira que los llevó a conocer las ciudades de Buenos Aires, Santa Fe, San Luis, San Juan, San Rafael, Entre Ríos y el vecino país de Chile; en donde realizaron presentaciones en Valparaíso y Santiago de Chile. Durante todo el 2009, dieron más de 30 espectáculos.
En abril de 2010, la banda fue nominada por el medio local Diario UNO de Mendoza como "mejor oferta de arte joven". En este mismo mes, son convocados por la emisora 100.9 FM Estación del Sol para desarrollar un jingle del programa radial "Duro y Parejo". 
En agosto de ese año y con motivo de la celebración del primer año desde la creación del álbum homónimo Santo Tabú, el trío decide volver a ingresar al estudio para plasmar dos versiones de íconos nacionales: «Imágenes paganas» de Virus y «Rezo por vos»  de Charly García y Luis Alberto Spinetta, en el que imprimen una gran potencia eléctrica y contrastes de luz y oscuridad los cuales sirven para ilustrar, de pies a cabeza, el sonido que traía Santo Tabú.
En octubre de 2010, presentan un show potente en el Teatro Chacarerean de Buenos Aires, a sala repleta. En esa ocasión, como invitado local, se suma al trío el multinstrumentista Agus Rocino, miembro de bandas icónicas como Cuentos Borgeanos y Catupecu Machu. En noviembre de ese mismo año la banda actúa en su provincia natal junto a Cabezones.
También en este periodo se publica el único videoclip oficial conocido para la banda. El potente track "En mis sueños" formó parte de una selección de notables artistas de cuyo que se sumaron a una propuesta de clips "en el estudio" del emergente sello "Fader Records". 

## Cristal Ámbar
El año 2011, encuentra al trío con la grabación de su segundo disco titulado Cristal Ámbar. En palabras de sus integrantes este disco se despoja un poco de los sonidos distorsionados y da lugar a canciones mid tempo que incluyen arreglos de cuerdas (chelo, viola y violín). Es una mirada al mundo con lentes de color Ámbar.  
El Ámbar es un material presente en la naturaleza, es una resina fósil que proviene principalmente de árboles coníferos. Se forma a lo largo de millones de años a partir de la resina que se exuda de los árboles la cual se endurece y fosiliza. Puede ser transparente o translúcido y se considera una piedra semipreciosa. En su interior, es posible encontrar otros organismos preservados tales como artrópodos o plantas, entre otros. La idea que conecta el disco es justamente esa, poder encontrarse con "gemas" del pasado desde una mirada actual. 
Nuevamente grabado en Fader Records, el material fue producido artísticamente y grabado por Carlos Beguerie (Fader Records, Mendoza, Argentina & Blackstone Studios, United States of America) y masterizado en Puro Mastering, Buenos Aires, Argentina por Max Scenna. Los arreglos de cuerda fueron escritos por el pianista y productor Pablo Cafici. El arte de tapa y packagin estuvo a cargo de Valeria Lauretti e incluye imágenes a fin con la estética propuesta del fotógrafo Jonatan Moreno (La Música Te Salva, Buenos Aires) y del músico y fotógrafo Luis Guiñazú Fader (Mendoza). Para la preproducción y grabación del disco, contaron con la producción ejecutiva de Franco De Angelis (Río Negro, Patagonia Argentina). 
La presentación oficial del mismo tuvo lugar en el icónico Teatro Independencia, ante más de 400 personas en mayo de 2012, junto a Orbis Tertius. En Julio de ese mismo año, se presentan en formato desenchufado, repasando parte de sus discos en un ciclo celebrado en el paseo icónico "Alameda", ubicado en Ciudad de Mendoza, Argentina. 
En septiembre tocan en el club de espectáculos el huevo, Valparaíso, Chile y luego se presentan junto a Auténticos Decadentes en el festival del estudiante (Día de la Primavera) organizado por el gobierno del departamento de Tunuyán, Mendoza, Argentina.   
Para octubre de ese año el trío decide radicarse en la ciudad de Buenos Aires, tras su aterrizaje se presentan en el nombrado club de espectáculos The Roxy. Una breve residencia en la gran ciudad Argentina sería la antesala del primer impasse de la banda.  
El disco cuenta con un documental inconcluso de tres capítulos (se editaron 2) que aborda distintos momentos del proceso de grabación, entrevistas a los integrantes e impresiones de referentes del ámbito musical. Aparecen en el mismo el actor Luis Luque y el músico Agustín Rocino (Cuentos Borgeanos y Catupecu Machu).  

## Proyectos post impasse 2012
Sobre el final del 2012, la banda decide regresar la provincia de Mendoza tras una corta residencia en ciudad de Buenos Aires, Argentina. Aquello fue la estocada final para el primer impasse como grupo. Los tres integrantes originales tomaron diferentes rumbos. 
Pablo Peinado se incorporó como baterista de Silbadores y Televisores (liderada por Mario Menechelli), ambas bandas coterráneas de su provincia natal. También, en este periodo, comienza a interesarse por la música electrónica.
Leo Cortés empezó a frecuentar el under de Mendoza y, a menudo, prestó sus dotes musicales al servicio de variados proyectos. Desde el 2013 al 2017 fue miembro y cofundador de Mímesis, proyecto en el que compartió espacio con David Levy (cofundador), Nico Marenco (Batería), Nico Di Giorgi (Batería) y Anto Loggia (Bajo). Con esta propuesta, llega a presentarse en el Anfiteatro Frank Romero Day, en el marco de la Fiesta Nacional de la Vendimia.
Por su parte, Ivo Procheret participó de dos homenajes multitudinarios: 
(24/01/2013) Canciones Eternas, Homenaje a Luis Alberto Spinetta, en el Parque General San Martin, que convocó a 10.000 oyentes y contó entre sus filas con la participación de músicos cercanos al icónico músico argentino: Gonzalo Aloras (invitado a shows del artista en más de una oportunidad), Mono Fontana (Spinetta Jade), Claudio Cardone (Un Mañana), Marcelo Torres (Spinetta y Los Socios del Desierto), Machi Rufino (Invisible) y Ulises Butrón (Privé).
Los representantes de la provincia también descollaron con sus actuaciones, entre ellas destacan: Usted Señálemelo (Las habladurías del mundo), Daniel Vinderman (Fina ropa blanca), Felipe Staiti (Post crucifixión). Ivo Procheret abrió el show con "Tu vuelo al fin" (Un Mañana) y "Bajan" (Artaud). Los medios locales dedicaron páginas de elogios al show, que estuvo bajo la dirección artística del reconocido guitarrista Sebastián Rivas. 
Tras el sentido homenaje, Ivo Procheret es invitado por el multinstrumentista, compositor y productor Gonzalo Aloras (Fito Paez, Spinetta, Charly García, entre otros) para interpretar "Puente" (Gustavo Cerati) y Asilo en tu corazón (Spinetta) en un show íntimo que el artista brindó en la moderna e icónica calle Aristides, ciudad de Mendoza, Argentina.
(29/01/2015) El segundo homenaje fue titulado Canciones Eternas, Me quedo aquí, en honor a Gustavo Cerati. En esta oportunidad, Ivo Procheret (Guitarra y coros) forma parte de la banda estable del show conformado por Luca Beguerie (Batería) (Usted Señálemelo), Gerardo "Cóndor" Lucero (Bajo), Pablo Cafici (Piano & teclados), Martín Res Mazud (Secuencias y coros), Pablo Quiroga (Percusión) y Sebastián Rivas (Guitarra, coros y dirección musical). 
Ante más de 20.000 personas, una treintena de músicos de todo el país transitan la discografía del artista. Leo García (Bocanada & MVV Tour) interpretó "Amor amarillo" (Amor Amarillo) y "Lago en el cielo" (Ahí Vamos), Marcelo Moura (Virus) "Trátame suavemente" (Soda Stereo) y "Persiana americana" (Signos),  Walas (Massacre) interpretó "La excepción"  (Ahí Vamos) y "De música ligera" (Canción animal), Gonzalo Aloras "Otra piel" (Ahí Vamos) y "Vuelta por el universo" (Colores Santos), Walter "Willy" Piancioli (Tipitos) "Crimen" (Ahí Vamos), Marciano Cantero (Enanitos Verdes) "En la Ciudad de la Furia" y "Lo que Sangra- La Cúpula" (Doble Vida), Abril Sosa (Cuentos Borgeanos & Catupecu Machu) "Paseo Inmoral" (Bocanada) y el trompetista Hugo Lobo (Dancing Mood) "Signos" (Signos).
Entre la grilla de artistas de Mendoza destacaron "Canario" Vilariño y "Yoyo" Sevilla (Chancho Va) con "Luna Roja" (Dynamo), Joe Moya (La Montaña & Joe Moya y el maldito clic) con "Danza Rota" (Nada Personal), David de Mata con "Corazón Delator" (Doble Vida) y Emilio Cardone con "Sal" (Fuerza Natural).
Tras ello y bajo el nombre artístico de "Caldén" Ivo Procheret graba dos EP de estudio en formato solista. Canción Xerófila (2015) y Aguas del Amanecer (2023). 

## Reunión 2016
En el 2016, la banda se reúne con su formación original con la idea de retomar el proyecto que se había visto desgastado por una combinación de factores internos y externos al grupo. En esta oportunidad deciden grabar el, hasta ahora, único track de estudio cuya producción artística fue comandada absolutamente por ellos. "Teatro de Amor" fue el sencillo que prometía ser la punta de flecha del próximo disco.
Tras su lanzamiento, la banda incorpora a su formación al músico y productor Nico Bauza. Tras un año y medio, en el que volvieron a dar shows en Buenos Aires y en el Under de Mendoza, se presentan junto a Zero Kill (Benito Cerati) en N8 Studio, ciudad de Mendoza. 
Luego de una serie de conciertos la banda vuelve a disolverse, en esta oportunidad por un problema de salud de uno de sus integrantes originales.

## Miembros Originales
- Ivo Procheret: guitarra, teclado y voz
- Leo Cortes: bajo y coros
- Pablo Peinado: batería y programación

## Miembros Actuales
- Ivo Procheret: guitarra, teclado y voz
- Leo Cortes: bajo y coros
- David Levy: guitarra y coros
- Nico Di Giorgi: Batería

## Discografía
- Santo Tabú - 2010
- Cristal Ambar - 2012[6]